# DeClermont
 (juin 2025).
Motif : l'utilisateur qui a apposé ce bandeau n'a pas précisé le motif de la pose.
- Archive Wikiwix
- Bing
- Cairn
- DuckDuckGo
- E. Universalis
- Gallica
- Google
- G. Books
- G. News
- G. Scholar
- Persée
- Qwant
- (zh) Baidu
- (ru) Yandex
- (wd) trouver des œuvres sur Wikidata

| 1. | Préciser le motif de la pose du bandeau. | Précisez le motif de la pose du bandeau en utilisant la syntaxe suivante : {{admissibilité à vérifier\|date=juin 2025\|motif=remplacez ce texte par le motif}}                  |
| 2. | Informer les utilisateurs concernés.     | Pensez à avertir le créateur de l'article, par exemple, en insérant le code ci-dessous sur sa page de discussion : {{subst:avertissement admissibilité à vérifier\|DeClermont}} |

 (janvier 2013).
DeClermont est une entreprise née en 1991, située à Monestier-de-Clermont dans le Trièves, elle est spécialisée dans la fabrication de semelles, lacets et accessoires pour la chaussure.
La société est occupe la première place sur le marché des articles chaussants de la grande distribution française, elle emploie environ 35 personnes.

## Histoire
Joseph Allibert, fondateur de Allibert Design, crée en 1911 une usine de fabrication de semelles et d’articles chaussants à Monestier de Clermont. Le développement de celle-ci lui permet de conquérir le marché de la grande distribution. La division Articles Chaussants sera cédée en 1985 à son principal concurrent de l'époque, la société allemande Bama. Ce rachat aura pour conséquence quelques années plus tard, la fermeture de l'usine et le licenciement d’une soixantaine de personnes. 
Pour éviter la fermeture de l’usine, DeClermont est créée en 1991 par Jacques Truchet, Jean Louis Courbon, et Oreste Caprio, son président actuel. Ils se sont battus pour ne pas laisser partir le savoir-faire et l'outil de production. Repartie de 0, l'entreprise va progressivement reconquérir le marché de la grande distribution et en devenir le leader !
Aujourd'hui[Quand ?], elle emploie 35 personnes et a reçu en 2017 le label "PME+", qui récompense les bonnes pratiques en matière de politique RSE (Responsabilité sociétale et environnementale).